# Gordola
Gordola ist eine politische Gemeinde im Schweizer Kanton Tessin. Die Gemeinde umfasst die Fraktionen Gordemo, Scalate, Rongia, Gaggiole und Monti di Motti und gehört zum Bezirk Locarno sowie zu dessen Kreis Navegna.

Luftbild aus 1500 m von Walter Mittelholzer (1919)

Gordola. Historisches Luftbild von Werner Friedli (1946).

Gordola. Historisches Luftbild von W. Friedli (1964).

## Geographie
Das Dorf liegt auf einer Höhe von 222 m ü. M. am Eingang ins Verzascatal und am Südfuss von mit Kastanien und Weinbergen bestandenen Hängen, an der Strasse Bellinzona–Locarno und 5,5 km nordöstlich von Locarno. Es verfügt über eine Station der Linie Bellinzona–Locarno der Schweizerischen Bundesbahnen. Die Gemeinde grenzt an den Speichersee Lago di Vogorno und den Lago Maggiore.

## Geschichte
Gordola wurde erstmals im Jahr 1200 urkundlich als Gordora erwähnt. Hier entdeckte man 1881 55 Gräber aus der Eisenzeit. In der ersten Hälfte des 17. Jahrhunderts sah man dort noch die Überreste eines Hafens. 1189 waren die Muralto von Locarno vom Bischof von Como mit dem Schloss beim Kloster Santa Maria belehnt; 1257 und 1263 war es ein Lehen der Muralto und der Orelli. Es wurde 1380 in den Kämpfen zwischen Welfen und Ghibelline zerstört. Die Capitanei von Locarno besassen Güter und Grundrechte. Sie besassen auch den grössten Teil des terraticum oder terradegium, einer Art von Ausfuhr- und Transitgebühr, die seit 1263 erwähnt wird und 1510 von Ludwig XII. und 1514 von den Eidgenossen zurückgekauft wurde, die bis 1797 den Capitanei eine Abgabe entrichteten. Gordola teilte zum grössten Teil die Geschicke der pieve Locarno; 1497 gehörte es zu der von Ludovico Sforza geschaffenen, aber nur kurze Zeit bestehenden Grafschaft Angera, und unter der schweizerischen Herrschaft ernannte es ein Mitglied des Generalrats der pieve. Die vicinia bestand schon im Mittelalter.
Im Zweiten Weltkrieg entstanden in der gesamten Schweiz Internierungslager für Flüchtlinge. Das Lager in Gordola wurde bekannt durch seine Insassen, die vor allem Kommunisten waren und hier einer strengen Kontrolle unterlagen. Bekannte Insassen waren zum Beispiel Hans Teubner und Rudolf Singer. Am 2. Februar 1944 wurde das Lager Gordola von der Zentralleitung der Arbeitslager in der Schweiz aufgelöst.  Ca. 51 Personen wurden auf verschiedene Lager in der Schweiz neu verteilt. Rudolf Singer wechselte zusammen mit 41 Internierten in das Arbeitslager Bassecourt (Berner Jura).
Gordola bildet nach wie vor eine eigenständige Bürgergemeinde.

## Bevölkerung
Einwohnerzahlen: Volkszählungsdaten

## Verkehr
Auf dem Schienenweg erschlossen wird die Gemeinde über die gleichnamige Bahnstation an der Bahnstrecke Giubiasco–Locarno der Schweizerischen Bundesbahnen (SBB).

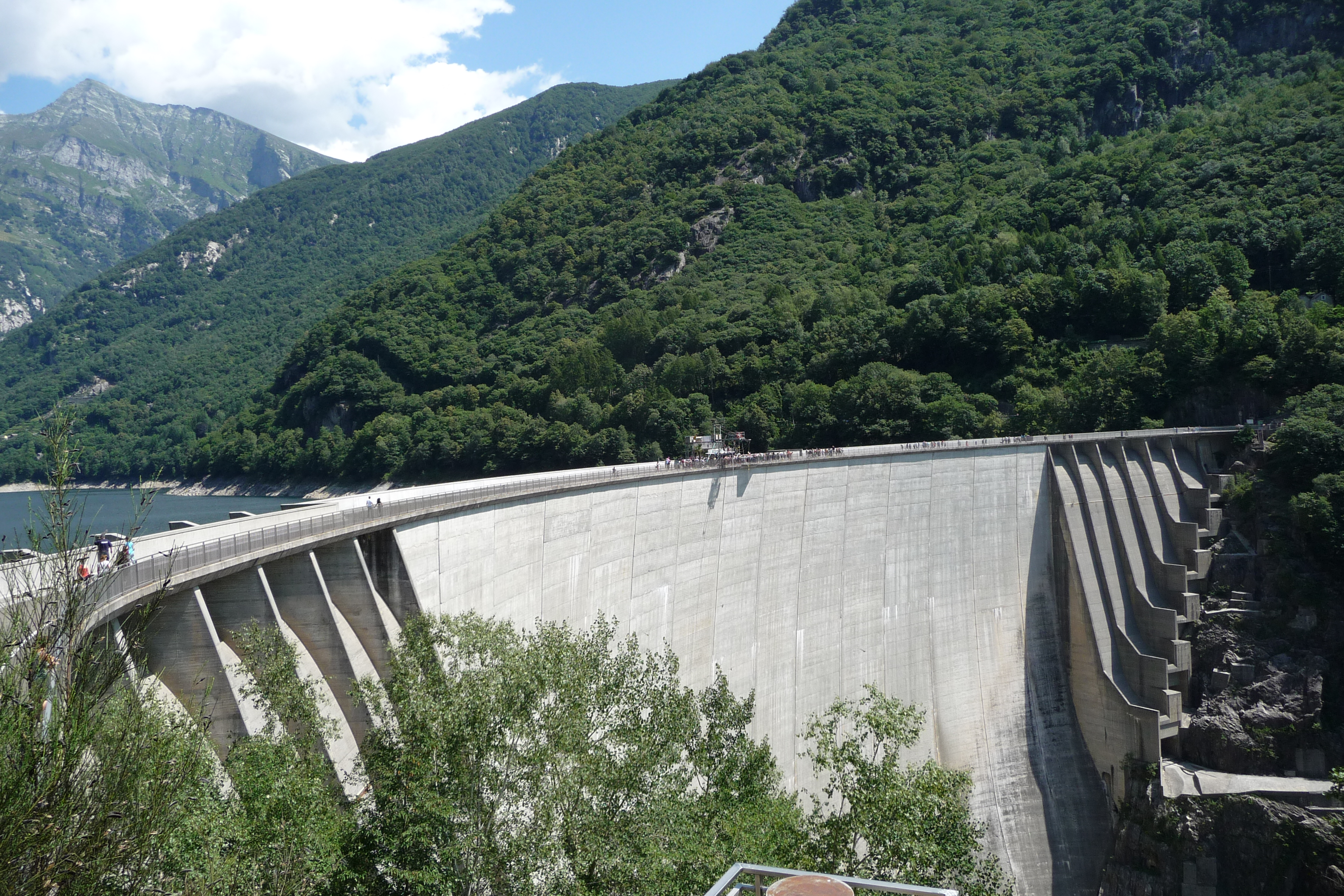
Verzasca-Damm in Contra

## Wirtschaft
- Camping Campofelice[13]
- Camping Miralago[14]
- Camping Tamaro[15]
- Camping Rivabella[16]

## Sehenswürdigkeiten

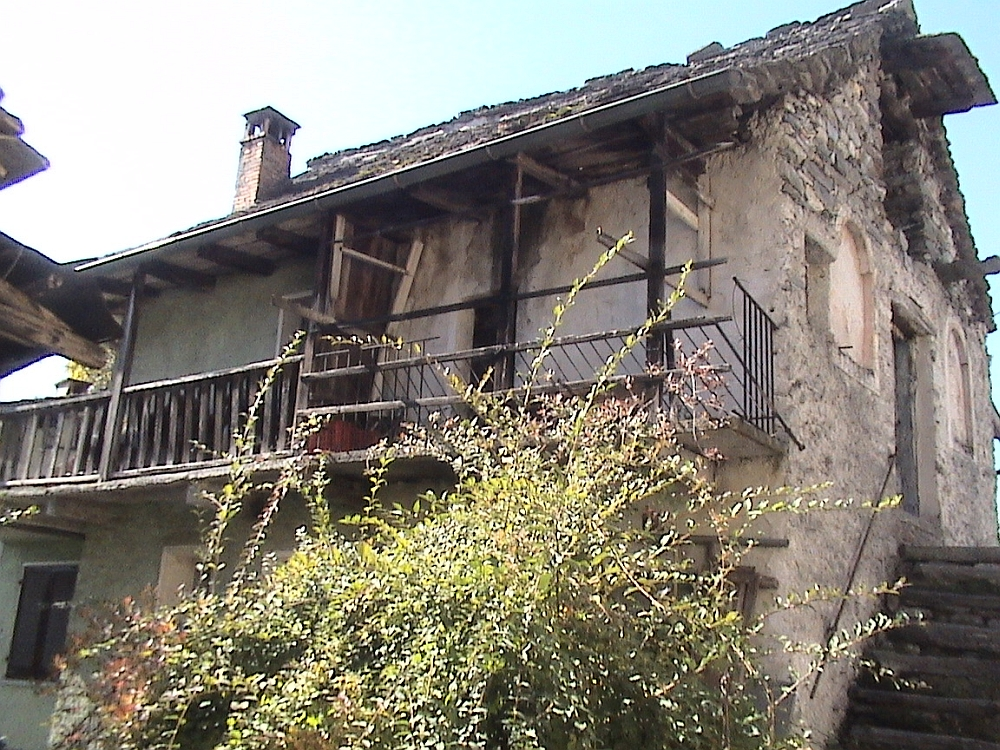
Typisches Rustico in Gordola

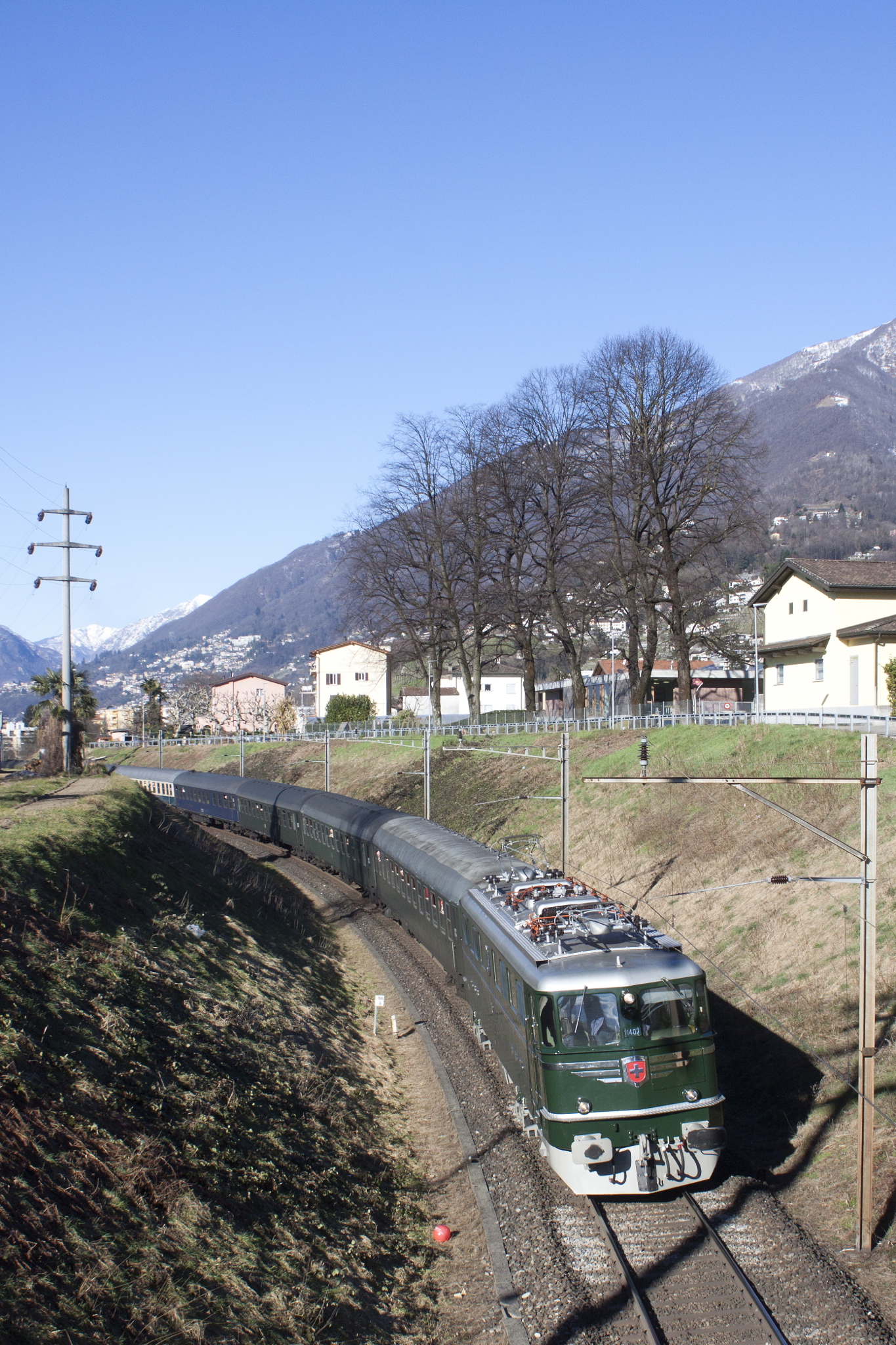
SBB-Zug bei Gordola

- Pfarrkirche Sant’Antonio Abate mit Gemälde Ecce Homo von Gerrit van Honthorst (erste Hälfte des 17. Jahrhunderts)[17]
- Verzasca-Damm in Contra[17]
- Betkapelle del vescovo im Ortsteil Selvatica mit Fresko der Kreuzigung[17]
- Schalenstein im Ortsteil Miesc (940 m ü. M.)[18][19]

## Persönlichkeiten
- Cherubino Patà (1827–1899), Maler
- Leone Pandolfi (* 23. März 1879 in Savosa; † 23. Juli 1975 in Gordola), Bildhauer[20]
- Alexander Rapp (1893–1987), Schriftsteller[21]
- Fritz Hochwälder (1911–1986), österreichischer Dramatiker
- Kathrin Rüegg (1930–2011), Schweizer Buchautorin und Fernsehmoderatorin
- Bruno Storni (* 1954), Ingenieur, Gemeinderat und Nationalrat (SP)
- Pierluigi Tami (* 1961), ehemaliger Fussballspieler und heutiger Fussballtrainer
- Fabio Regazzi (* 1962), Jurist, Politiker, Unternehmer
- Alessandro Speziali (* 1983), aus Locarno, Studien an der Universität Lausanne, Administrator Masterplan Valle Verzasca 2030, Politiker (FDP), Tessiner Grossrat, Präsident des Partito Liberale Radicale Ticineses[22][23]

## Sport
- Gordola Calcio[24]
- Associazione Sportiva Verzaschesi[25]